# Championnats du monde d'athlétisme 2017
Navigation
Les 16es Championnats du monde d'athlétisme se déroulent du 4 au 13 août 2017 à Londres, au Royaume-Uni. En anglais, le nom officiel de la compétition est : « 2017 IAAF World Championships ».
Le Royaume-Uni accueille pour la première fois cet événement sportif, organisé depuis 1983 par l'Association internationale des fédérations d'athlétisme (IAAF) et, pour cette édition, par l'UK Athletics (UKA). Les compétitions sur route (marathon et marche) se déroulent dans les rues de Londres, tandis que l'ensemble des autres épreuves se déroule au sein du Stade olympique qui avait accueilli les épreuves d'athlétisme des Jeux olympiques de 2012.
L'édition 2017 compte 48 épreuves (24 féminines et 24 masculines) avec l'apparition au programme du 50 km marche féminin, seule épreuve où un record du monde est battu.
Après les championnats précédents à Pékin, les États-Unis reprennent au Kenya leur place de meilleure nation, avec un total de 30 médailles et de 10 titres (à comparer aux 18 médailles et 6 titres de 2015), tandis que la 3e nation est pour la première fois l'Afrique du Sud. Au nombre de finalistes et par points, le classement final confirme la 1re place américaine, toujours devant le Kenya et cette fois troisième la Grande-Bretagne, nation-hôte, qui a pris la place de la Jamaïque, en net recul.

## Organisation

### Sélection de la ville hôte
Le 11 novembre 2011, le Conseil de l'IAAF décide que les championnats du monde 2017 auront lieu à Londres, choix effectué à 16 voix contre 10, composé de 27 membres, qui s'est réuni pour choisir la ville à son siège de Monaco. Deux villes étaient candidates à l'organisation de cette compétition : Doha et Londres.
Une commission d'évaluation mandatée par l'IAAF visite les deux sites (Londres au tout début du mois d'octobre 2011) afin d'examiner leur candidature. Londres souhaite ramener les Championnats en Europe après quatre ans (ceux de Moscou en 2013). Doha est visitée le 4 octobre. Elle a proposé l'utilisation du Khalifa International Stadium comme piste d'athlétisme (à créer) et la corniche de Doha pour les autres courses. Londres a proposé que les Championnats se déroulent dans le stade olympique de Stratford, dans la partie orientale de la ville qui a été inaugurée pour les Jeux de 2012.
Comme à chaque candidature sont examinés en détail les points suivants : le stade et ses alentours, le soutien public et celui des Institutions, l'hébergement des athlètes et celui de la famille IAAF, la couverture médiatique, le marketing et les promotions, le transport, l'organisation technique, l'anti-dopage et le médical, le Congrès de l'IAAF, la sécurité, les innovations et la valeur ajoutée.

#### Doha
Dès le 5 septembre 2011, Doha a lancé sa candidature pour les Championnats 2017. Le slogan de la candidature qui a été choisi « Le partenaire juste pour des Championnats du monde plus forts ». Cette candidature était dirigée par Abdullah Al Zaini et Aphrodite Moschoudi. Sa candidature s'est également appuyée sur Brian Roe un membre influent du comité technique de l'IAAF. Le comité propose que le marathon soit couru de nuit, juste après la cérémonie d'ouverture. Le Norvégien Andreas Thorkildsen apporte également son soutien à la candidature de Doha.

#### Londres
Le lendemain, 6 septembre, Londres a dévoilé sa candidature avec comme slogan « Prêts à battre des records ». C'est la 4e candidature de Londres en moins de 15 ans afin d'héberger cet événement. La candidature soutenue par Sebastian Coe, également impliqué dans le projet des Jeux olympiques d'été de 2012, a mis en avant les équipements dont elle bénéficie à la suite de l'organisation des Jeux.

### Sites de la compétition

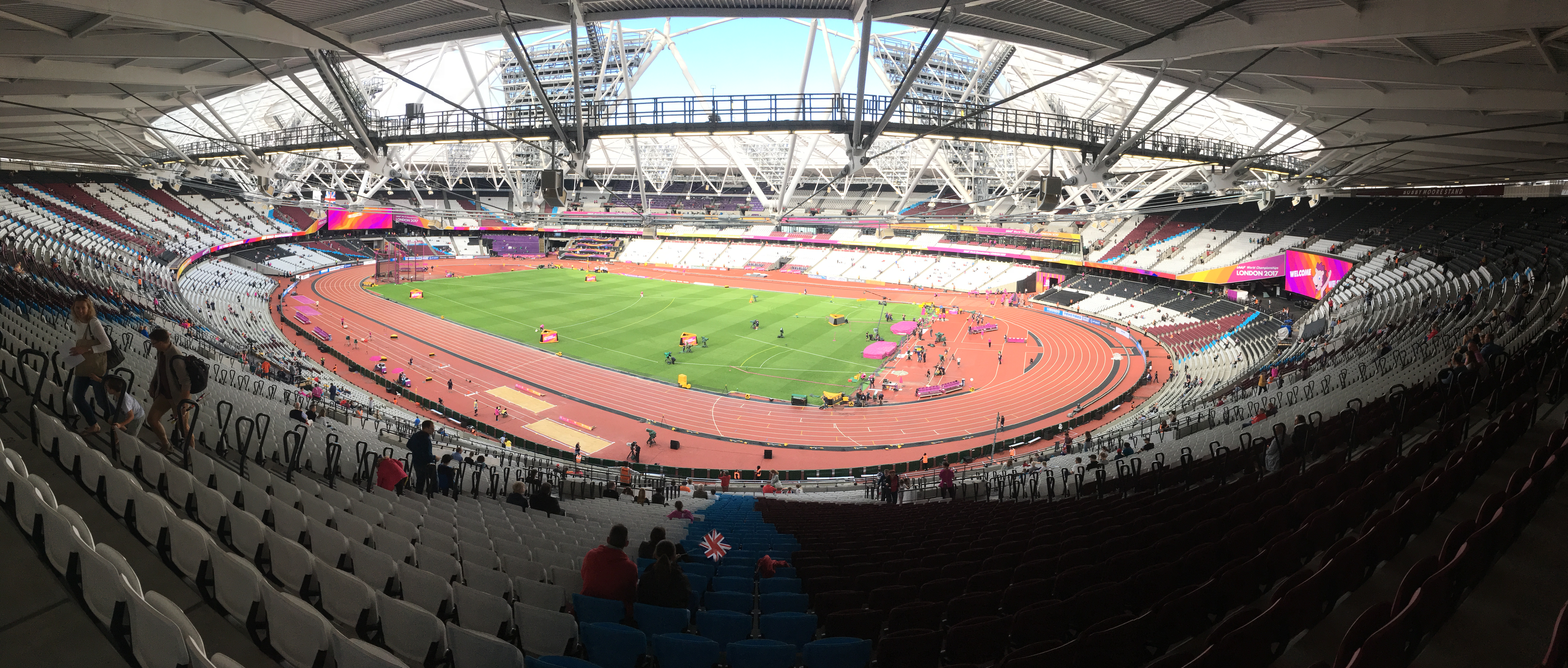
Le stade olympique de Londres en 2017.

Les championnats du monde se dérouleront au stade olympique de Londres à Stratford qui a accueilli les Jeux olympiques d'été de 2012. D'une capacité de 80 000 places, le stade possède une piste fabriquée par la société Mondo, société qui avait aussi fabriqué celles des Jeux de Pékin (2008) et des championnats du monde de Daegu (2011). Un morceau du couloir 7 du 100 m où Usain Bolt avait remporté la course lors des Jeux olympiques de 2012 lui est remis en hommage par le maire de Londres et Sebastian Coe lors de la cérémonie de clôture, le dernier jour des compétitions.

### Calendrier
Le calendrier des épreuves est le suivant :
| Q | Qualifications | S | Séries | ½ | Demi-finales | F | Finales |

| Date →           | Ven 4 | Ven 4 | Sam 5 | Sam 5 | Sam 5 | Dim 6 | Dim 6 | Lun 7 | Lun 7 | Mar 8 | Mar 8 | Mer 9 | Mer 9 | Jeu 10 | Jeu 10 | Ven 11 | Ven 11 | Sam 12 | Sam 12 | Dim 13 | Dim 13 |
| Événement ↓      | A     | A     | M     | A     | A     | M     | A     | M     | A     | M     | A     | M     | A     | M      | A      | M      | A      | M      | A      | M      | A      |
| ---------------- | ----- | ----- | ----- | ----- | ----- | ----- | ----- | ----- | ----- | ----- | ----- | ----- | ----- | ------ | ------ | ------ | ------ | ------ | ------ | ------ | ------ |
| 100 m            | Q     | S     |       | ½     | F     |       |       |       |       |       |       |       |       |        |        |        |        |        |        |        |        |
| 200 m            |       |       |       |       |       |       |       |       | S     |       |       |       | ½     |        | F      |        |        |        |        |        |        |
| 400 m            |       |       | Q     |       |       |       | ½     |       |       |       | F     |       |       |        |        |        |        |        |        |        |        |
| 800 m            |       |       | Q     |       |       |       | ½     |       |       |       | F     |       |       |        |        |        |        |        |        |        |        |
| 1 500 m          |       |       |       |       |       |       |       |       |       |       |       |       |       |        | S      |        | ½      |        |        |        | F      |
| 5 000 m          |       |       |       |       |       |       |       |       |       |       |       |       | S     |        |        |        |        |        | F      |        |        |
| 10 000 m         | F     | F     |       |       |       |       |       |       |       |       |       |       |       |        |        |        |        |        |        |        |        |
| Marathon         |       |       |       |       |       | F     |       |       |       |       |       |       |       |        |        |        |        |        |        |        |        |
| 110 m haies      |       |       |       |       |       | S     | ½     |       | F     |       |       |       |       |        |        |        |        |        |        |        |        |
| 400 m haies      |       |       |       |       |       | S     |       |       | ½     |       |       |       | F     |        |        |        |        |        |        |        |        |
| 3 000 m steeple  |       |       |       |       |       | S     |       |       |       |       | F     |       |       |        |        |        |        |        |        |        |        |
| Relais 4 × 100 m |       |       |       |       |       |       |       |       |       |       |       |       |       |        |        |        |        | S      | F      |        |        |
| Relais 4 × 400 m |       |       |       |       |       |       |       |       |       |       |       |       |       |        |        |        |        | S      |        |        | F      |
| 20 km marche     |       |       |       |       |       |       |       |       |       |       |       |       |       |        |        |        |        |        |        |        | F      |
| 50 km marche     |       |       |       |       |       |       |       |       |       |       |       |       |       |        |        |        |        |        |        | F      |        |
| Longueur         |       | Q     |       | F     | F     |       |       |       |       |       |       |       |       |        |        |        |        |        |        |        |        |
| Triple           |       |       |       |       |       |       |       |       | Q     |       |       |       |       |        | F      |        |        |        |        |        |        |
| Hauteur          |       |       |       |       |       |       |       |       |       |       |       |       |       |        |        | Q      |        |        |        |        | F      |
| Perche           |       |       |       |       |       | Q     |       |       |       |       | F     |       |       |        |        |        |        |        |        |        |        |
| Poids            |       |       | Q     |       |       |       | F     |       |       |       |       |       |       |        |        |        |        |        |        |        |        |
| Disque           | Q     | Q     |       | F     | F     |       |       |       |       |       |       |       |       |        |        |        |        |        |        |        |        |
| Marteau          |       |       |       |       |       |       |       |       |       |       |       | Q     |       |        |        |        | F      |        |        |        |        |
| Javelot          |       |       |       |       |       |       |       |       |       |       |       |       |       |        | Q      |        |        |        | F      |        |        |
| Décathlon        |       |       |       |       |       |       |       |       |       |       |       |       |       |        |        | F      | F      | F      | F      |        |        |

| Date →           | Ven 4 | Ven 4 | Sam 5 | Sam 5 | Dim 6 | Dim 6 | Dim 6 | Lun 7 | Lun 7 | Mar 8 | Mar 8 | Mer 9 | Mer 9 | Jeu 10 | Jeu 10 | Ven 11 | Ven 11 | Sam 12 | Sam 12 | Dim 13 | Dim 13 |
| Événement ↓      | A     | A     | M     | A     | M     | A     | A     | M     | A     | M     | A     | M     | A     | M      | A      | M      | A      | M      | A      | M      | A      |
| ---------------- | ----- | ----- | ----- | ----- | ----- | ----- | ----- | ----- | ----- | ----- | ----- | ----- | ----- | ------ | ------ | ------ | ------ | ------ | ------ | ------ | ------ |
| 100 m            |       |       | S     |       |       | ½     | F     |       |       |       |       |       |       |        |        |        |        |        |        |        |        |
| 200 m            |       |       |       |       |       |       |       |       |       | S     |       |       |       |        | ½      |        | F      |        |        |        |        |
| 400 m            |       |       |       |       | S     |       |       |       | ½     |       |       |       | F     |        |        |        |        |        |        |        |        |
| 800 m            |       |       |       |       |       |       |       |       |       |       |       |       |       |        | S      |        | ½      |        |        |        | F      |
| 1 500 m          |       | S     |       | ½     |       |       |       |       | F     |       |       |       |       |        |        |        |        |        |        |        |        |
| 5 000 m          |       |       |       |       |       |       |       |       |       |       |       |       |       |        | S      |        |        |        |        |        | F      |
| 10 000 m         |       |       |       | F     |       |       |       |       |       |       |       |       |       |        |        |        |        |        |        |        |        |
| Marathon         |       |       |       |       |       | F     | F     |       |       |       |       |       |       |        |        |        |        |        |        |        |        |
| 100 m haies      |       |       |       |       |       |       |       |       |       |       |       |       |       |        |        | S      | ½      |        | F      |        |        |
| 400 m haies      |       |       |       |       |       |       |       |       | S     |       | ½     |       |       |        | F      |        |        |        |        |        |        |
| 3 000 m steeple  |       |       |       |       |       |       |       |       |       |       |       |       | S     |        |        |        | F      |        |        |        |        |
| Relais 4 × 100 m |       |       |       |       |       |       |       |       |       |       |       |       |       |        |        |        |        | S      | F      |        |        |
| Relais 4 × 400 m |       |       |       |       |       |       |       |       |       |       |       |       |       |        |        |        |        | S      |        |        | F      |
| 20 km marche     |       |       |       |       |       |       |       |       |       |       |       |       |       |        |        |        |        |        |        | F      |        |
| 50 km marche     |       |       |       |       |       |       |       |       |       |       |       |       |       |        |        |        |        |        |        | F      |        |
| Longueur         |       |       |       |       |       |       |       |       |       |       |       |       | Q     |        |        |        | F      |        |        |        |        |
| Triple           |       |       | Q     |       |       |       |       |       | F     |       |       |       |       |        |        |        |        |        |        |        |        |
| Hauteur          |       |       |       |       |       |       |       |       |       |       |       |       |       |        | Q      |        |        |        | F      |        |        |
| Perche           | Q     | Q     |       |       |       | F     | F     |       |       |       |       |       |       |        |        |        |        |        |        |        |        |
| Poids            |       |       |       |       |       |       |       |       |       |       | Q     |       | F     |        |        |        |        |        |        |        |        |
| Disque           |       |       |       |       |       |       |       |       |       |       |       |       |       |        |        | Q      |        |        |        |        | F      |
| Marteau          |       |       | Q     |       |       |       |       |       | F     |       |       |       |       |        |        |        |        |        |        |        |        |
| Javelot          |       |       |       |       |       | Q     | Q     |       |       |       | F     |       |       |        |        |        |        |        |        |        |        |
| Heptathlon       |       |       | F     | F     | F     | F     | F     |       |       |       |       |       |       |        |        |        |        |        |        |        |        |

## Participation

### Critères de qualification
La période de qualification débute le 1er janvier 2016 jusqu'au 23 juillet 2017 pour le 10 000 m, le marathon, les relais et les épreuves combinées. Pour les autres épreuves, la période s'étend du 1er octobre 2016 au 23 juillet 2017.
| Épreuve                   | Hommes                                                                           | Femmes                                                                           |
| ------------------------- | -------------------------------------------------------------------------------- | -------------------------------------------------------------------------------- |
| 100 m                     | 10 s 12                                                                          | 11 s 26                                                                          |
| 200 m                     | 20 s 44                                                                          | 23 s 10                                                                          |
| 400 m                     | 45 s 50                                                                          | 52 s 10                                                                          |
| 800 m                     | 1 min 45 s 90                                                                    | 2 min 1 s 00                                                                     |
| 1 500 m (Mile)            | 3 min 36 s 00 (3 min 53 s 40)                                                    | 4 min 7 s 50 (4 min 26 s 70)                                                     |
| 5 000 m                   | 13 min 22 s 60                                                                   | 15 min 22 s 00                                                                   |
| 10 000 m                  | 27 min 45 s 00                                                                   | 32 min 15 s 00                                                                   |
| Marathon                  | 2 h 19 min 0 s                                                                   | 2 h 45 min 0 s                                                                   |
| 110 m haies / 100 m haies | 13 s 48                                                                          | 12 s 98                                                                          |
| 400 m haies               | 49 s 35                                                                          | 56 s 10                                                                          |
| 3 000 m steeple           | 8 min 32 s 00                                                                    | 9 min 42 s 00                                                                    |
| Relais 4 × 100 m          | 8 pays qualifiés lors des Relais mondiaux 2017 + les 8 meilleurs temps 2016-2017 | 8 pays qualifiés lors des Relais mondiaux 2017 + les 8 meilleurs temps 2016-2017 |
| Relais 4 × 400 m          | 8 pays qualifiés lors des Relais mondiaux 2017 + les 8 meilleurs temps 2016-2017 | 8 pays qualifiés lors des Relais mondiaux 2017 + les 8 meilleurs temps 2016-2017 |
| 20 km marche              | 1 h 24 min 0 s                                                                   | 1 h 36 min 0 s                                                                   |
| 50 km marche              | 4 h 6 min 0 s                                                                    | 4 h 30 min 0 s                                                                   |
| Saut en hauteur           | 2,30 m                                                                           | 1,94 m                                                                           |
| Saut à la perche          | 5,70 m                                                                           | 4,55 m                                                                           |
| Saut en longueur          | 8,15 m                                                                           | 6,75 m                                                                           |
| Triple saut               | 16,80 m                                                                          | 14,10 m                                                                          |
| Lancer du poids           | 20,50 m                                                                          | 17,75 m                                                                          |
| Lancer du disque          | 65,00 m                                                                          | 61,20 m                                                                          |
| Lancer du marteau         | 76,00 m                                                                          | 71,00 m                                                                          |
| Lancer du javelot         | 83,00 m                                                                          | 61,40 m                                                                          |
| Décathlon / Heptathlon    | 8 100 pts                                                                        | 6 200 pts                                                                        |

### Nations participantes
Au 30 juillet 2017, 205 équipes sont inscrites, y compris une équipe représentant les athlètes réfugiés (ART), pour 2 038 athlètes au total, dont 1 080 hommes.
La Russie étant toujours suspendue des compétitions internationales, ses athlètes ne seront donc pas présents en tant que tels lors de ces championnats. Néanmoins 19 athlètes sont autorisés in fine à participer en tant qu'« athlètes neutres autorisés » (ANA), sous le drapeau de l'IAAF, faisant suite à un long processus prouvant qu'ils n'ont aucun contact avec le dopage institutionnel d'État. Ces athlètes sont notamment : Aleksey Sokirskiy (marteau), Ilya Mudrov (perche), Sergueï Choubenkov (110 m haies), Sergey Shirobokov (marche), Danil Lysenko (hauteur), Darya Klishina (longueur), Yuliya Stepanova (800 m), Mariya Kuchina (hauteur), Olga Mullina (perche), Yana Smerdova (marche), Anzhelika Sidorova (perche) et Kristina Sivkova (sprint).
Le 18 juillet 2017, l'IAAF met fin à la procédure d'autorisation d'athlètes neutres pour ces mondiaux.
Le nombre d'athlètes engagés par fédération est indiqué entre parenthèses. 53 équipes africaines (manque le Sénégal), 48 européennes (manquent le Liechtenstein, la Russie et Saint-Marin), 41 asiatiques (manquent le Bhoutan, Timor oriental et le Yémen), 31 d'Amérique du Nord et des Caraïbes (toutes présentes), 17 océaniennes (manquent les Samoa américaines, les Tonga et l'île de Norfolk), 13 sud-américaines (toutes présentes) et une équipe de réfugiés sont représentées.
| AAA | CAA | ConSudAtle | EAA | NACAC | OAA |
| --- | --- | --- | --- | --- | --- |
| Afghanistan (1) Arabie saoudite (1) Bangladesh (1) Bahreïn (26) Birmanie (1) Brunei (1) Cambodge (1) Chine (50) Corée du Nord (3) Corée du Sud (17) Émirats arabes unis (1) Hong Kong (1) Inde (26) Indonésie (1) Irak (1) Iran (3) Japon (47) Jordanie (1) Kazakhstan (13) Kirghizistan (4) Koweït (3) Laos (1) Liban (1) Macao (1) Malaisie (1) Maldives (1) Mongolie (5) Népal (1) Oman (1) Ouzbékistan (2) Pakistan (1) Palestine (2) Philippines (1) Qatar (5) Syrie (1) Sri Lanka (4) Tadjikistan (2) Taïwan (2) Thaïlande (2) Turkménistan (1) Vietnam (1) | Afrique du Sud (29) Angola (1) Algérie (8) Bénin (2) Botswana (12) Burkina Faso (2) Burundi (4) Cap-Vert (1) Cameroun (2) Comores (1) Côte d'Ivoire (4) Djibouti (4) Égypte (4) Éthiopie (46) Érythrée (8) Gabon (1) Gambie (2) Ghana (8) Guinée (1) Guinée-Bissau (1) Guinée équatoriale (1) Kenya (50) Lesotho (3) Liberia (1) Libye (1) Madagascar (1) Malawi (1) Mali (1) Maroc (15) Maurice (1) Mauritanie (1) Mozambique (1) Namibie (5) Niger (1) Nigeria (15) République centrafricaine (1) République du Congo (2) République démocratique du Congo (1) Rwanda (1) Sao Tomé-et-Principe (1) Seychelles (1) Sierra Leone (1) Somalie (1) Swaziland (1) Soudan (1) Soudan du Sud (1) Tanzanie (8) Tchad (1) Togo (1) Tunisie (5) Ouganda (22) Zambie (2) Zimbabwe (5) | Argentine (10) Bolivie (2) Brésil (39) Chili (8) Colombie (20) Équateur (17) Guyana (4) Panama (3) Paraguay (2) Pérou (7) Suriname (1) Uruguay (5) Venezuela (11) | Albanie (1) Allemagne (76) Andorre (1) Arménie (1) Autriche (5) Azerbaïdjan (4) Belgique (18) Biélorussie (16) Bosnie-Herzégovine (3) Bulgarie (8) Chypre (5) Croatie (9) Danemark (4) Espagne (59) Estonie (14) Finlande (12) France (55) Géorgie (1) Gibraltar (1) Grèce (21) Hongrie (16) Irlande (12) Islande (3) Israël (8) Italie (36) Kosovo (1) Lettonie (12) Lituanie (15) Luxembourg (1) Malte (1) Moldavie (5) Monaco (1) Macédoine du Nord (1) Monténégro (1) Norvège (13) Pays-Bas (30) Pologne (51) Portugal (21) Royaume-Uni (92) Tchéquie (27) Roumanie (15) Serbie (8) Slovaquie (5) Slovénie (7) Suède (32) Suisse (19) Turquie (27) Ukraine (48) | Anguilla (1) Antigua-et-Barbuda (5) Aruba (1) Bahamas (27) Barbade (8) Belize (1) Bermudes (1) Canada (57) Îles Caïmans (2) Costa Rica (1) Cuba (28) Dominique (2) États-Unis (167) Grenade (4) Guatemala (7) Haïti (2) Honduras (1) Îles Turques-et-Caïques (1) Îles Vierges britanniques (3) Îles Vierges des États-Unis (1) Jamaïque (63) Mexique (15) Montserrat (1) Nicaragua (1) Porto Rico (5) République dominicaine (3) Saint-Christophe-et-Niévès (1) Sainte-Lucie (1) Saint-Vincent-et-les-Grenadines (1) Salvador (1) Trinité-et-Tobago (22) | Australie (62) Îles Cook (1) Fidji (1) Guam (1) Kiribati (1) Îles Mariannes du Nord (1) Îles Marshall (1) États fédérés de Micronésie (1) Nauru (1) Nouvelle-Zélande (12) Palaos (1) Papouasie-Nouvelle-Guinée (3) Polynésie française (1) Îles Salomon (1) Samoa (2) Tuvalu (1) Vanuatu (1) |
| Autres | | | | | |
| Athlètes neutres autorisés (19) Athlètes réfugiés (5) | | | | | |

## Compétition
Le 23 juillet, l'IAAF annonce tardivement et avec un court préavis que le 50 kilomètres marche féminin est ajouté au programme des mondiaux de Londres. Il se dispute pour la première fois en compétition internationale et se déroule en même temps que l'épreuve masculine.

### Deux suspensions pour dopage avant les championnats
Le 3 août, veille du début des championnats, l'IAAF suspend pour dopage deux athlètes ukrainiennes qui allaient participer à la compétition : Olha Zemlyak et Olesya Povh.

### Attentes avant la compétition
Alors que la billetterie est d'ores et déjà presque épuisée, avec plus de 660 000 billets vendus, cette édition, la première britannique, dans le stade même qui a vu se disputer les Jeux olympiques de 2012, semble devoir représenter un succès indéniable avant même qu'elle ne commence. Les attentes portent avant tout sur la dernière grande compétition internationale de Usain Bolt, qui se limitera aux 100 m et au relais, et à la dernière compétition sur piste de Mohamed Farah (il poursuivra sur route avec comme objectif le marathon des Jeux de Tokyo en 2020) dans un stade où il n'a jamais été battu. Ce seront les deux moments forts de ces championnats. Avec un aménagement du calendrier, d'autres épreuves méritent l'attention du public : la tentative possible d'un doublé 200 m – 400 m, réalisé d’abord à Atlanta (1996) par Michael Johnson et 4 ans après par Marie-José Pérec. À Londres, les favoris sont cette fois-ci Wayde van Niekerk et Shaunae Miller-Uibo. Van Niekerk est celui qui est capable de 43 s 03 sur 400 m, Shaunae est celle qui à Rio a remporté la course en se jetant sur le fil devant Allyson Felix. Lors de la dernière sortie jamaïcaine de Bolt, Van Niekerk a réalisé un 200 m en 19 s 84 et a arraché à l’Express de Waco son dernier record du monde, celui du 300 m en 30 s 81 ; il a même battu le record de la piste de Lausanne qui appartenait à Jackson en l'abaissant de 43 s 66 à 43 s 62. Pour Shaunae, remporter le doublé sera probablement plus difficile, en raison du finish d'Allyson. Aux lancers sont attendus notamment les Allemands Johannes Vetter et Thomas Rohler pour succéder au long règne de presque 20 ans de Jan Železný. Laura Muir, cœur de l'Écosse, cherchera à concurrencer les coureuses de demi-fond africaines. Le décathlonien français Kevin Mayer est quant à lui attendu pour devenir l'héritier d’Ashton Eaton, alors que du côté féminin, la favorite est la jeune Nafissatou Thiam, championne olympique à Rio.
Cinq ans auparavant, l'épreuve sur route de cyclisme avait été regardée par environ deux millions de spectateurs, dans ce qui a été appelé « le plus grand pique-nique de l'histoire du sport »[réf. nécessaire]. L'objectif poursuivi pour les épreuves d'athlétisme sur route est équivalent : les parcours ont été étudiés pour obtenir le plus de public possible. Les marathons, qui ne suivent pas le parcours classique du marathon de Londres printanier, partent et arrivent au Tower Bridge, après quatre boucles de 10 km au milieu de lieux emblématiques de Londres. La marche sera une « sarabande » sur le Mall, entre le palais de Buckingham et l'arche de l'Amirauté, avec la remise des médailles devant le spectacle de la relève de la garde.

### Forfaits
La Jamaïcaine Shelly-Ann Fraser-Pryce, double-championne du monde en titre du 100 m, ne défend pas sa couronne en raison de sa maternité. Fabrizio Donato, meilleur performeur européen avec 17,32 m, renonce à la suite d'une blessure à Villeneuve-d'Ascq fin juin 2017. Le champion olympique et champion du monde sortant du 50 km marche, Matej Tóth, est écarté en juillet 2017 de la compétition en raison des données erratiques de son passeport biologique.
Les 24 mai et 20 juillet, les hurdleurs français Pascal Martinot-Lagarde et Dimitri Bascou, respectivement 4e et 3e des Jeux olympiques de Rio l'an passé, annoncent leur forfait des mondiaux à la suite de blessures au pied et à la cuisse,.
Le 31 juillet, c'est au tour du Kenyan David Rudisha, champion et recordman du monde du 800 m, d'annoncer son renoncement aux mondiaux, avançant une élongation au quadriceps.
Le 1er août, le champion olympique en titre du saut à la perche Thiago Braz da Silva (Brésil) renonce aux mondiaux à la suite de sa blessure au mollet.
Le lendemain, c'est un autre perchiste qui annonce son absence : le Grec Konstadínos Filippídis.
Le même jour, le Canadien Andre De Grasse déclare forfait à la suite d’une blessure à la cuisse. Il était l'un des prétendants sérieux au titre mondial sur 100 m.
Également le même jour, Éloyse Lesueur est obligée de déclarer forfait à la suite d'une blessure au pied contractée lors du triple saut aux Championnats de France.
Le 6 août, c'est au tour de Derek Drouin de déclarer forfait pour le saut en hauteur. Il était champion du monde en titre.
Les Grenadins Kirani James et Bralon Taplin, grands favoris pour le 400 m, déclarent forfait pour blessure,.

### Cas de contamination et controverse Isaac Makwala
Le 7 août, le Botswanais Isaac Makwala ne se présente pas en séries du 200 m, dont il est l'un des favoris et l'athlète annonce que c'est dû à une gastro-entérite. Le soir même, les organisateurs annoncent que plusieurs autres athlètes ont été contaminés dans le même hôtel où Makwala est logé. Également favori sur 400 m, il déclare forfait pour la finale.
Le Canadien Aaron Brown, qui s'est tout de même aligné sur les séries du 200 m, a été contaminé, tout comme l'Irlandais Thomas Barr qui a dû déclarer forfait en demi-finale du 400 m haies.
Le cas d'Isaac Makwala prend de l'ampleur lorsque celui-ci est interdit de concourir en finale du 400 m, alors qu'il se dit apte à s'engager. En effet, une loi britannique empêche un sportif de concourir si celui-ci est contagieux : il doit être placé en quarantaine afin d'éviter tout risque. L'IAAF publie un communiqué le soir même (8 août) sur la décision de retirer le Botswanais de la finale à la suite de tests médicaux. Pourtant, le président de la Botswana Athletics Association nie ces propos et précise sur le plateau de la BBC qu'aucun test n'a été effectué et qu'aucun docteur n'est venu l'examiner Isaac Makwala, ce que confirme l'athlète lui-même sur sa page d'un réseau social connu[Lequel ?][réf. nécessaire]. La Fédération et l'athlète crient au  complot, considérant que « quelque chose de louche se passe ici ».
Le 9 août, Makwala est finalement autorisé à courir seul pour une série de rattrapage du 200 m, se qualifiant pour les demi-finales avec un temps de 20 s 20 alors qu'il devait courir en moins de 20 s 53.
Le Canadien Damian Warner a également été contaminé et mis en quarantaine mais a pu prendre part au décathlon qui ne commençait que le 11 août.

### Podiums

#### Hommes
| Épreuves                              | Or | Argent | Bronze |
| ------------------------------------- | --- | --- | --- |
| 100 m Détails, vent : - 0,8 m/s       | Justin Gatlin 9 s 92 (SB) | Christian Coleman 9 s 94 | Usain Bolt 9 s 95 (SB) |
| 200 m Détails, vent : - 0,1 m/s       | Ramil Guliyev 20 s 09 | Wayde van Niekerk 20 s 11 | Jereem Richards 20 s 11 |
| 400 m Détails                         | Wayde van Niekerk 43 s 98 | Steven Gardiner 44 s 41 | Abdalelah Haroun 44 s 48 (SB) |
| 800 m Détails                         | Pierre-Ambroise Bosse 1 min 44 s 67 (SB) | Adam Kszczot 1 min 44 s 95 (SB) | Kipyegon Bett 1 min 45 s 21 |
| 1 500 m Détails                       | Elijah Manangoi 3 min 33 s 61 | Timothy Cheruiyot 3 min 33 s 99 | Filip Ingebrigtsen 3 min 34 s 53 |
| 5 000 m Détails                       | Muktar Edris 13 min 32 s 79 | Mohamed Farah 13 min 33 s 22 | Paul Chelimo 13 min 33 s 30 |
| 10 000 m Détails                      | Mohamed Farah 26 min 49 s 51 (WL) | Joshua Cheptegei 26 min 49 s 93 (PB) | Paul Tanui 26 min 50 s 60 (SB) |
| Marathon Détails                      | Geoffrey Kirui 2 h 8 min 27 s (SB) | Tamirat Tola 2 h 9 min 49 s | Alphonce Simbu 2 h 9 min 51 s |
| 20 km marche Détails                  | Éider Arévalo 1 h 18 min 53 s (NR) | Sergey Shirobokov 1 h 18 min 55 s | Caio Bonfim 1 h 19 min 4 s (NR) |
| 50 km marche Détails                  | Yohann Diniz 3 h 33 min 12 s (CR) | Hirooki Arai 3 h 41 min 17 s (SB) | Kai Kobayashi 3 h 41 min 19 s (PB) |
| 110 m haies Détails, vent : - 0,0 m/s | Omar McLeod 13 s 04 | Sergueï Choubenkov 13 s 14 | Balázs Baji 13 s 28 |
| 400 m haies Détails                   | Karsten Warholm 48 s 35 | Yasmani Copello 48 s 49 | Kerron Clement 48 s 52 |
| 3 000 m steeple Détails               | Conseslus Kipruto 8 min 14 s 12 | Soufiane el-Bakkali 8 min 14 s 49 | Evan Jager 8 min 15 s 53 |
| 4 × 100 m Détails                     | Grande-Bretagne Chijindu Ujah Adam Gemili Danny Talbot Nethaneel Mitchell-Blake 37 s 47 (WL, AR)                                            | États-Unis Mike Rodgers Justin Gatlin Jaylen Bacon Christian Coleman 37 s 52 (SB) Participation aux séries : BeeJay Lee                       | Japon Shūhei Tada Shōta Iizuka Yoshihide Kiryū Kenji Fujimitsu 38 s 04 Participation aux séries : Asuka Cambridge                     |
| 4 × 400 m Détails                     | Trinité-et-Tobago Jarrin Solomon Jereem Richards Machel Cedenio Lalonde Gordon 2 min 58 s 12 (WL, NR) Participation aux séries : Renny Quow | États-Unis Wilbert London III Gil Roberts Michael Cherry Fred Kerley 2 min 58 s 61 (SB) Participation aux séries : Tony McQuay Bryshon Nellum | Grande-Bretagne Matthew Hudson-Smith Dwayne Cowan Rabah Yousif Martyn Rooney 2 min 59 s 00 (SB) Participation aux séries : Jack Green |
| Saut en hauteur Détails               | Mutaz Essa Barshim 2,35 m | Danil Lysenko 2,32 m | Majd Eddine Ghazal 2,29 m |
| Saut à la perche Détails              | Sam Kendricks 5,95 m | Piotr Lisek 5,89 m | Renaud Lavillenie 5,89 m (SB) |
| Saut en longueur Détails              | Luvo Manyonga 8,48 m | Jarrion Lawson 8,44 m (SB) | Rushwal Samaai 8,32 m |
| Triple saut Détails                   | Christian Taylor 17,68 m | Will Claye 17,63 m | Nelson Évora 17,19 m |
| Lancer du poids Détails               | Tomas Walsh 22,03 m | Joe Kovacs 21,66 m | Stipe Žunić 21,46 m |
| Lancer du disque Détails              | Andrius Gudžius 69,21 m (PB) | Daniel Ståhl 69,19 m | Mason Finley 68,03 m (PB) |
| Lancer du marteau Détails             | Paweł Fajdek 79,81 m | Valeriy Pronkin 78,16 m | Wojciech Nowicki 78,03 m |
| Lancer du javelot Détails             | Johannes Vetter 89,89 m | Jakub Vadlejch 89,73 m (PB) | Petr Frydrych 88,32 m (PB) |
| Décathlon Détails                     | Kevin Mayer 8 768 pts (WL) | Rico Freimuth 8 564 pts | Kai Kazmirek 8 488 pts (SB) |

#### Femmes
| Épreuves                              | Or | Argent | Bronze |
| ------------------------------------- | --- | --- | --- |
| 100 m Détails, vent : + 0,1 m/s       | Tori Bowie 10 s 85 (SB) | Marie-Josée Ta Lou 10 s 86 (PB) | Dafne Schippers 10 s 96 |
| 200 m Détails, vent : + 0,8 m/s       | Dafne Schippers 22 s 05 (SB) | Marie-Josée Ta Lou 22 s 08 (NR) | Shaunae Miller-Uibo 22 s 15 |
| 400 m Détails                         | Phyllis Francis 49 s 92 (PB) | Salwa Eid Naser 50 s 06 (NR) | Allyson Felix 50 s 08 |
| 800 m Détails                         | Caster Semenya 1 min 55 s 16 | Francine Niyonsaba 1 min 55 s 92 | Ajeé Wilson 1 min 56 s 65 |
| 1 500 m Détails                       | Faith Kipyegon 4 min 2 s 59 | Jennifer Simpson 4 min 2 s 76 | Caster Semenya 4 min 2 s 90 |
| 5 000 m Détails                       | Hellen Obiri 14 min 34 s 86 | Almaz Ayana 14 min 40 s 35 | Sifan Hassan 14 min 42 s 73 |
| 10 000 m Détails                      | Almaz Ayana 30 min 16 s 33 (WL) | Tirunesh Dibaba 31 min 2 s 69 (SB) | Agnes Tirop 31 min 3 s 50 (PB) |
| Marathon Détails                      | Rose Chelimo 2 h 27 min 11 s | Edna Kiplagat 2 h 27 min 18 s | Amy Cragg 2 h 27 min 18 s |
| 20 km marche Détails                  | Yang Jiayu 1 h 26 min 18 s (PB) | María Guadalupe González 1 h 26 min 19 s (SB)                                                                                           | Antonella Palmisano 1 h 26 min 36 s (PB) |
| 50 km marche Détails                  | Inês Henriques 4 h 5 min 56 s (WR) | Yin Hang 4 h 8 min 58 s (AR) | Yang Shuqing 4 h 20 min 49 s (PB) |
| 100 m haies Détails, vent : + 0,1 m/s | Sally Pearson 12 s 59 | Dawn Harper-Nelson 12 s 63 | Pamela Dutkiewicz 12 s 72 |
| 400 m haies Détails                   | Kori Carter 53 s 07 | Dalilah Muhammad 53 s 50 | Ristananna Tracey 53 s 74 (PB) |
| 3 000 m steeple Détails               | Emma Coburn 9 min 2 s 58 (AR, CR) | Courtney Frerichs 9 min 3 s 77 (PB) | Hyvin Jepkemoi 9 min 4 s 03 |
| 4 × 100 m Détails                     | États-Unis Aaliyah Brown Allyson Felix Morolake Akinosun Tori Bowie 41 s 82 (WL) Participation aux séries : Ariana Washington                       | Grande-Bretagne Asha Philip Desiree Henry Dina Asher-Smith Daryll Neita 42 s 12                                                         | Jamaïque Jura Levy Natasha Morrison Simone Facey Sashalee Forbes 42 s 19 (SB) Participation aux séries : Christania Williams                     |
| 4 × 400 m Détails                     | États-Unis Quanera Hayes Allyson Felix Shakima Wimbley Phyllis Francis 3 min 19 s 02 (WL) Participation aux séries : Natasha Hastings Kendall Ellis | Grande-Bretagne Zoey Clark Laviai Nielsen Eilidh Doyle Emily Diamond 3 min 25 s 00 (WL) Participation aux séries : Perri Shakes-Drayton | Pologne Małgorzata Hołub Iga Baumgart Aleksandra Gaworska Martyna Dąbrowska 3 min 25 s 41 (SB) Participation aux séries : Patrycja Wyciszkiewicz |
| Saut en hauteur Détails               | Mariya Lasitskene 2,03 m | Yuliya Levchenko 2,01 m (PB) | Kamila Lićwinko 1,99 m (NR) |
| Saut à la perche Détails              | Ekateríni Stefanídi 4,91 m (WL, NR) | Sandi Morris 4,75 m | Robeilys Peinado 4,65 m (NR) Yarisley Silva 4,65 m                                                                                               |
| Saut en longueur Détails              | Brittney Reese 7,02 m | Darya Klishina 7,00 m (SB) | Tianna Bartoletta 6,97 m |
| Triple saut Détails                   | Yulimar Rojas 14,91 m | Caterine Ibargüen 14,89 m (SB) | Olga Rypakova 14,77 m (SB) |
| Lancer du poids Détails               | Gong Lijiao 19,94 m | Anita Márton 19,49 m | Michelle Carter 19,14 m |
| Lancer du disque Détails              | Sandra Perković 70,31 m | Dani Stevens 69,64 m (AR) | Mélina Robert-Michon 66,21 m (SB) |
| Lancer du marteau Détails             | Anita Włodarczyk 77,90 m | Wang Zheng 75,98 m | Malwina Kopron 74,76 m |
| Lancer du javelot Détails             | Barbora Špotáková 66,76 m | Li Lingwei 66,25 m (PB) | Lü Huihui 65,26 m |
| Heptathlon Détails                    | Nafissatou Thiam 6 784 points | Carolin Schäfer 6 696 points | Anouk Vetter 6 636 points (NR) |

## Classements par pays

### Tableau des médailles
- Classement final[32]

| Rang  | Nation                     | Or | Argent | Bronze | Total |
| ----- | -------------------------- | -- | ------ | ------ | ----- |
| 1     | États-Unis                 | 10 | 11     | 9      | 30    |
| 2     | Kenya                      | 5  | 2      | 4      | 11    |
| 3     | Afrique du Sud             | 3  | 1      | 2      | 6     |
| 4     | France                     | 3  | 0      | 2      | 5     |
| 5     | Chine                      | 2  | 3      | 2      | 7     |
| 6     | Grande-Bretagne            | 2  | 3      | 1      | 6     |
| 7     | Éthiopie                   | 2  | 3      | 0      | 5     |
| 8     | Pologne                    | 2  | 2      | 4      | 8     |
| –     | Athlètes neutres autorisés | 1  | 5      | 0      | 6     |
| 9     | Allemagne                  | 1  | 2      | 2      | 5     |
| 10    | Tchéquie                   | 1  | 1      | 1      | 3     |
| 11    | Bahreïn                    | 1  | 1      | 0      | 2     |
| 11    | Turquie                    | 1  | 1      | 0      | 2     |
| 11    | Colombie                   | 1  | 1      | 0      | 2     |
| 11    | Australie                  | 1  | 1      | 0      | 2     |
| 15    | Jamaïque                   | 1  | 0      | 3      | 4     |
| 15    | Pays-Bas                   | 1  | 0      | 3      | 4     |
| 17    | Venezuela                  | 1  | 0      | 1      | 2     |
| 17    | Portugal                   | 1  | 0      | 1      | 2     |
| 17    | Qatar                      | 1  | 0      | 1      | 2     |
| 17    | Trinité-et-Tobago          | 1  | 0      | 1      | 2     |
| 17    | Norvège                    | 1  | 0      | 1      | 2     |
| 17    | Croatie                    | 1  | 0      | 1      | 2     |
| 23    | Belgique                   | 1  | 0      | 0      | 1     |
| 23    | Grèce                      | 1  | 0      | 0      | 1     |
| 23    | Lituanie                   | 1  | 0      | 0      | 1     |
| 23    | Nouvelle-Zélande           | 1  | 0      | 0      | 1     |
| 27    | Côte d'Ivoire              | 0  | 2      | 0      | 2     |
| 28    | Japon                      | 0  | 1      | 2      | 3     |
| 29    | Hongrie                    | 0  | 1      | 1      | 2     |
| 29    | Bahamas                    | 0  | 1      | 1      | 2     |
| 31    | Ukraine                    | 0  | 1      | 0      | 1     |
| 31    | Suède                      | 0  | 1      | 0      | 1     |
| 31    | Ouganda                    | 0  | 1      | 0      | 1     |
| 31    | Maroc                      | 0  | 1      | 0      | 1     |
| 31    | Mexique                    | 0  | 1      | 0      | 1     |
| 31    | Burundi                    | 0  | 1      | 0      | 1     |
| 37    | Cuba                       | 0  | 0      | 1      | 1     |
| 37    | Kazakhstan                 | 0  | 0      | 1      | 1     |
| 37    | Tanzanie                   | 0  | 0      | 1      | 1     |
| 37    | Italie                     | 0  | 0      | 1      | 1     |
| 37    | Brésil                     | 0  | 0      | 1      | 1     |
| 37    | Syrie                      | 0  | 0      | 1      | 1     |
| Total | Total                      | 48 | 48     | 49     | 145   |

Ce tableau comprend les médailles remportées par les Athlètes neutres autorisés.En revanche, les athlètes regroupés sous cette bannière ne sont pas classés dans le tableau car ils ne représentent pas officiellement une nation.

### Finalistes
Le classement suivant est établi par l'IAAF en attribuant des points en fonction des places de finalistes (8 points pour une première place, 7 points pour une deuxième place et ainsi de suite jusqu'à la huitième place avec un point).
| Place | Pays            | 1  | 2  | 3 | 4 | 5 | 6 | 7 | 8 | Points |
| ----- | --------------- | -- | -- | - | - | - | - | - | - | ------ |
| 1     | États-Unis      | 10 | 11 | 9 | 2 | 6 | 5 | 4 | 4 | 272    |
| 2     | Kenya           | 5  | 2  | 4 | 5 | 2 | 2 | 3 | 1 | 124    |
| 3     | Grande-Bretagne | 2  | 3  | 1 | 5 | 3 | 6 | 2 | 3 | 105    |
| 4     | Pologne         | 2  | 2  | 4 | 0 | 3 | 3 | 5 | 1 | 86     |
| 5     | Chine           | 2  | 3  | 2 | 3 | 1 | 1 | 3 | 4 | 81     |
| 6     | Allemagne       | 1  | 2  | 2 | 3 | 4 | 3 | 1 | 2 | 78     |
| 7     | Éthiopie        | 2  | 3  | 0 | 2 | 3 | 1 | 3 | 2 | 70     |
| 8     | Jamaïque        | 1  | 0  | 3 | 4 | 3 | 2 | 0 | 4 | 68     |
| 8     | France          | 3  | 0  | 2 | 4 | 1 | 2 | 0 | 2 | 68     |
| 10    | Afrique du Sud  | 3  | 1  | 2 |   |   |   |   |   | 52     |

Ce tableau ne tient pas compte des athlètes neutres autorisés qui ne sont pas classés par l’IAAF.
Par rapport aux précédents championnats, ceux de 2015, les États-Unis restent nettement en tête des délégations présentes tout en progressant de 214 à 272 points, tandis que le Kenya tout en restant 2e descend de 173 à 124 points. La Jamaïque, qui était 3e avec 132 points, n'en retrouve plus que 68 (8e ex æquo avec la France) et est remplacée par la Grande-Bretagne, 105 points, auparavant 5e ex æquo. La Pologne grimpe de la 8e place à la 4e. La Chine reste 5e, en perdant 13 points, tandis que l'Allemagne descend fortement de 113 points à 78 points. L'Éthiopie tout en restant à la même place, perd 13 points. L'Afrique du Sud, 3e des médaillées, n'est que 10e, avec moins de points que les athlètes neutres autorisés qui retrouveraient la même place que la Russie, avec seulement 4 points de moins.

## Records

### Records du monde
| Date         | Épreuve                           | Nouveau record | Nouveau record | Record précédent | Record précédent | Record précédent |
| ------------ | --------------------------------- | -------------- | -------------- | ---------------- | ---------------- | ---------------- |
| Date         | Épreuve                           | Athlète        | Performance    | Athlète          | Performance      | Date             |
| 13 août 2017 | 50 kilomètres marche féminin (WR) | Inês Henriques | 4 h 5 min 56 s | Inês Henriques   | 4 h 8 min 26 s   | 15 janvier 2017  |

### Records des championnats
| Date         | Épreuve                       | Nouveau record | Nouveau record  | Record précédent    | Record précédent | Record précédent |
| ------------ | ----------------------------- | -------------- | --------------- | ------------------- | ---------------- | ---------------- |
| Date         | Épreuve                       | Athlète        | Performance     | Athlète             | Performance      | Date             |
| 11 août 2017 | 3 000 m steeple féminin       | Emma Coburn    | 9 min 2 s 58    | Yekaterina Volkova  | 9 min 6 s 57     | 27 août 2007     |
| 13 août 2017 | 50 kilomètres marche masculin | Yohann Diniz   | 3 h 33 min 12 s | Robert Korzeniowski | 3 h 36 min 3 s   | 27 août 2003     |
| 13 août 2017 | 50 kilomètres marche féminin  | Inês Henriques | 4 h 5 min 56 s  | Nouvelle épreuve    | Nouvelle épreuve | Nouvelle épreuve |

## Légende
Records et Performances
- AR : Record continental (area record)
- CR : Record des championnats (championship record)
- MR : Record du meeting (meet record)
- NR : Record national (national record)
- OR : Record olympique (olympic record)
- PR : Record paralympique (paralympic record)
- PB : Record personnel (personal best)
- SB : Meilleure performance personnelle de la saison (season's best)
- WL : Meilleure performance mondiale de l'année (world leader)
- WJR : Record du monde junior (world junior record)
- WR : Record du monde (world record)

Circonstances et Conditions
- DNF : N'a pas terminé (did not finish)
- DNS : N'a pas pris le départ (did not start)
- DQ : Disqualification (disqualification)
- NM : Aucun essai valable enregistré (No Mark)
- Q : Qualifié « directement » au prochain tour (ou à la prochaine compétition), lors d'une compétition majeure, grâce au classement ou à la réalisation des minima (automatic qualifier)
- q : Qualifié au prochain tour (ou à la prochaine compétition), lors d'une compétition majeure, grâce au repêchage ou à la réalisation de l'une des meilleures performances parmi celles des « non qualifiés directement » (grâce au meilleur temps ou à la meilleure distance par exemple) (secondary qualifier)